# Premi del Jurat (Festival de Canes)
El Premi del Jurat és un premi atorgat en el Festival Internacional de Cinema de Canes a una pel·lícula particularment apreciada pel jurat. Instituït el 1969 com a complement del Premi Especial, és facultatiu i normalment té un valor d'encoratjar els joves talents. Pot ser atorgat igualment a un tècnic, el treball del qual ha estat jutjat remarcable (com el 2001 i el 2004). El conjunt de l'obra d'un gran director també pot ser coronada a través d'una de les seves pel·lícules presents en la competició gràcies a un premi excepcional que es dona en determinats aniversaris del festival, cada cinc anys. En els anys 1990, però, va ser atorgat un premi especial, independentment del Premi del Jurat i del Gran Premi (en 1995 i en 1996).

## Anys 1950
- 1952: Tot sobre Eva de Joseph L. Mankiewicz
- 1953: Nous sommes tous des assassins d'André Cayatte
- 1954: Monsieur Ripois de René Clément
- 1955: Continente perduto de Leonardo Bonzi, Enrico Gras i Giorgio Moser
- 1956: Le Mystère Picasso de Henri-Georges Clouzot
- 1957: Kanal d'Andrzej Wajda i Det sjunde inseglet d'Ingmar Bergman
- 1958: Mon oncle de Jacques Tati
- 1959: Sterne de Konrad Wolf

## Anys 1960
- 1961: Matka Joanna od aniolów de Jerzy Kawalerovicz
- 1962: Procès de Jeanne d'Arc de Robert Bresson i L'eclisse de Michelangelo Antonioni
- 1963: Seppuku de Masaki Kobayashi i Až prijde kocour de Vojtech Jasny
- 1964: Suna no onna de Hiroshi Teshigahara
- 1965: Kwaidan de Masaki Kobayashi
- 1966: Alfie de Lewis Gilbert
- 1969: Z de Costa-Gavras

## Anys 1970
- 1970: Magasiskola de Istvan Gaal i The Strawberry Statement de Stuart Hagmann
- 1971: Szerelem de Karoly Makk i Joe Hill de Bo Widerberg
- 1972: Abattoir 5 de George Roy Hill
- 1972: Morte a Venezia de Luchino Visconti (Premi del 25è aniversari)
- 1973: Sanatorium pod klepsydra de Wojciech Jerzy Has i L'Invitation de Claude Goretta
- 1977: The Duellists de Ridley Scott (Premi del Jurat a l'òpera prima)

## Anys 1980
- 1980: Constans de Krzysztof Zanussi
- 1982: Identificazione di una donna de Michelangelo Antonioni (Premi del 35è aniversari)
- 1983: Kharij de Mrinal Sen
- 1985: Oberst Redl de István Szabó
- 1986: Thérèse de Alain Cavalier
- 1987: Yeelen de Souleymane Cissé i Shinran: Shiroi michi de Rentaro Mikuni
- 1987: Intervista de Federico Fellini (Premi del 40è aniversari)
- 1988: Krótki film o zabijaniu de Krzysztof Kieslowski
- 1989: Jésus de Montréal de Denys Arcand

## Anys 1990
- 1990: Agenda oculta (Hidden Agenda) de Ken Loach
- 1991: Europa de Lars Von Trier[1] i Hors la vie de Maroun Bagdadi
- 1992: El Sol del membrillo de Victor Erice i Samostoyatelnaya zhizn de Vitali Kanevski
- 1992: Retorn a Howards End de James Ivory (Premi del 45è aniversari)
- 1993: Hsimeng jensheng de Hou Hsiao-hsien i Raining Stones de Ken Loach
- 1994: La reina Margot (La Reine Margot) de Patrice Chéreau
- 1995: N'oublie pas que tu vas mourir de Xavier Beauvois
- 1995: Carrington de Christopher Hampton (Premi especial del Jurat)
- 1996: Crash de David Cronenberg (Premi especial del Jurat)
- 1997: Western de Manuel Poirier
- 1997: Al-Massir de Youssef Chahine (Premi del 50è aniversari)
- 1998: La Classe de neige de Claude Miller i Festen de Thomas Vinterberg
- 1999: La Lettre de Manoel De Oliveira

## Anys 2000
- 2000: Takht-e Siāh de Samira Makhmalbaf i Sånger från andra våningen de Roy Andersson
- 2001: Tu Duu-Chih per Qianxi manbo i per Ni neibian jidian (Premi del Jurat a un tècnic)
- 2002: Yadon ilaheyya de Elia Suleiman
- 2002: Bowling for Columbine de Michael Moore (Premi del 55è aniversari)
- 2003: Panj-e asr de Samira Makhmalbaf
- 2004: Tropical Malady de Apichatpong Weerasethakul i Irma P. Hall pel seu paper a Ladykillers
- 2005: Qing hong de Wang Xiaoshuai
- 2006: Red Road d'Andrea Arnold
- 2007: Persepolis de Marjane Satrapi i Vincent Paronnaud i Luz silenciosa de Carlos Reygadas
- 2007: Paranoid Park de Gus Van Sant (Premi del 60è aniversari)
- 2008: Il divo de Paolo Sorrentino
- 2009: Thrist de Chan-wook Park

## Anys 2010
- 2010: Un homme qui crie de Mahamat-Saleh Haroun
- 2011: Poliss de Maïwenn Le Besco
- 2012: The Angel's Share de Ken Loach
- 2013: Soshite Chichi ni Naru de Hirokazu Koreeda[2]
- 2014: Mommy de Xavier Dolan[3] i Adieu au langage de Jean-Luc Godard
- 2015: The Lobster de Yorgos Lanthimos
- 2016: American Honey d'Andrea Arnold
- 2017: Neliúbov d'Andrei Zviàguintsev
- 2018: Cafarnaüm de Nadine Labaki
- 2019: Bacurau de Kleber Mendonça Filho i Les Misérables de Ladj Ly

## Anys 2020
- 2020: Festival no celebrat degut a la pandèmia de COVID-19
- 2021: Habereḵ de Nadav Lapid i Memoria de Apichatpong Weerasethakul
- 2022: IO de Jerzy Skolimowski i Le otto montagne de Felix van Groeningen i Charlotte Vandermeersch